# Electric Daisy Carnival
Electric Daisy Carnival (EDC) je každoroční mezinárodní festival elektronické a taneční muziky. Tuto akci zajišťuje Insomniac Events, která jí pořádá v různých státech USA a Portoriku. V roce 2013 se konal premiérově i v Londýně. Ve svých začátcích v roce 1997 byl festival pouze jednodenní záležitostí. Avšak dnes už jde o třídenní akci. V roce 2011 překonal EDC v Las Vegas rekord v počtu návštěvníků. Na akci dorazilo celkem 230 000 lidí. Dnes už festival pojme více než 300 000 návštěvníků.

## Historie
První Electric Daisy Carnival se konal v roce 1997. Místem premiérové akce bylo Shrine Expo Hall (dnes už Shrine Auditorium) v Los Angeles, Kalifornii. V Kalifornii se festival konal i na jiných místech jako Memorial Coliseum a Exposition Park v Los Angeles, National Orange Show Events Center v San Bernardino, Queen Mary Events Park v Long Beach, Lake Dolores Waterpark v Barstow, Hansen Dam v Lake View Terrace a International Agri-Center v Tulare. V roce 2010 dostala Kalifornie přezdívku "americká Ibiza". Akce od Insomniac se přesunuly i do jiných oblastí – Colorada a Texasu. První EDC akce mimo USA bylo Portoriko v roce 2009. V roce 2010 se k těmto lokacím přidal Dallas v Texasu a následující rok Orlando na Floridě. Od roku 2012 se akce pořádá i v New Yorku a od června 2013 se rozšiřuje na starý kontinent do Evropy – Londýna ve Spojeném království.

### 2008
První dějištěm v roce 2008 se stalo 14. června Arapahoe County Fairgrounds v Auroře, Coloradu. O zábavu se starala taková jména jako Above & Beyond, Kaskade, Uberzone, Mark Farina, Collete, Andy Caldwell, Fred Everything a DJ Fresh
Akce v Kalifornii se konala 28. června v Los Angeles Memorial Coliseum a Exposition Park. Festival navštívilo přibližně 65 000 lidí. Přesné odhady se nepodařilo zjistit, neboť poptávka a zájem lidí převýšil maximální kapacity. Line-up obsahoval jména jako Paul van Dyk, Rabbit In The Moon, Arman Van Helden, Mark Farina, Z-Trip, DJ Hype, Moby (DJ Set), DJ Dan a Donald Glaude (2x4), Todd Terry, Collette, Dieselboy, Benny Benassi, D. Ramirez, DJ Heather, Shinichi Osawa, Friction, Christopher Lawrence, The Freestylers (DJ Set), Harry "Choo Choo" Romero, Andy Caldwell, Goldie, Cid Drake, Krafty Kuts, DJ Reza, Fred Everything, Party Shank, Menno De Jong, Glitch Mob, Lenny Vega, D. I. M. , Evol Intent, Eddie Halliwell, Blake Miller, DJ Fury, Classixx, Hazen, Villains, Deco a mnoho dalších.

### 2009
EDC 2009 se konal opět v Los Angeles Memorial Coliseum a byl využívání celou jižní polovinou Exposition Park. Na akci vystupovalo mnoho známých jmen taneční hudby jako Groove Armada, Thievery Corporation, ATB, Paul Oakenfold, Aly & Fila, David Guetta, Paul van Dyk, Kaskade, Benny Benassi, Mark Farina, Simian Mobile Disco, Pretty Lights, Major Lazer, Infected Mushroom, Yoji, Kya & Albert, The Crystal Method, Fedde Le Grand, Markus Schulz, Boys Noize, Diplo, DJ AM, Sander van Doorn, Cosmic Gate, DJ Marky, James Zabiela, Friction, Eddie Halliwell, Roger Sanchez, The Martinez Brothers, Dennis Ferrer a Andy Caldwell.
Další ročník v Coloradu se konal opět v Arapahoe County Fairgrounds v Auroře. Za pultem nechyběl ani Paul van Dyk a Infected Mushroom.
Premiérová EDC mimo USA se konal v Portoriku 14. srpna. Místem akce byla The Arena Fairgrounds v hlavním městě San Juan.

### 2010

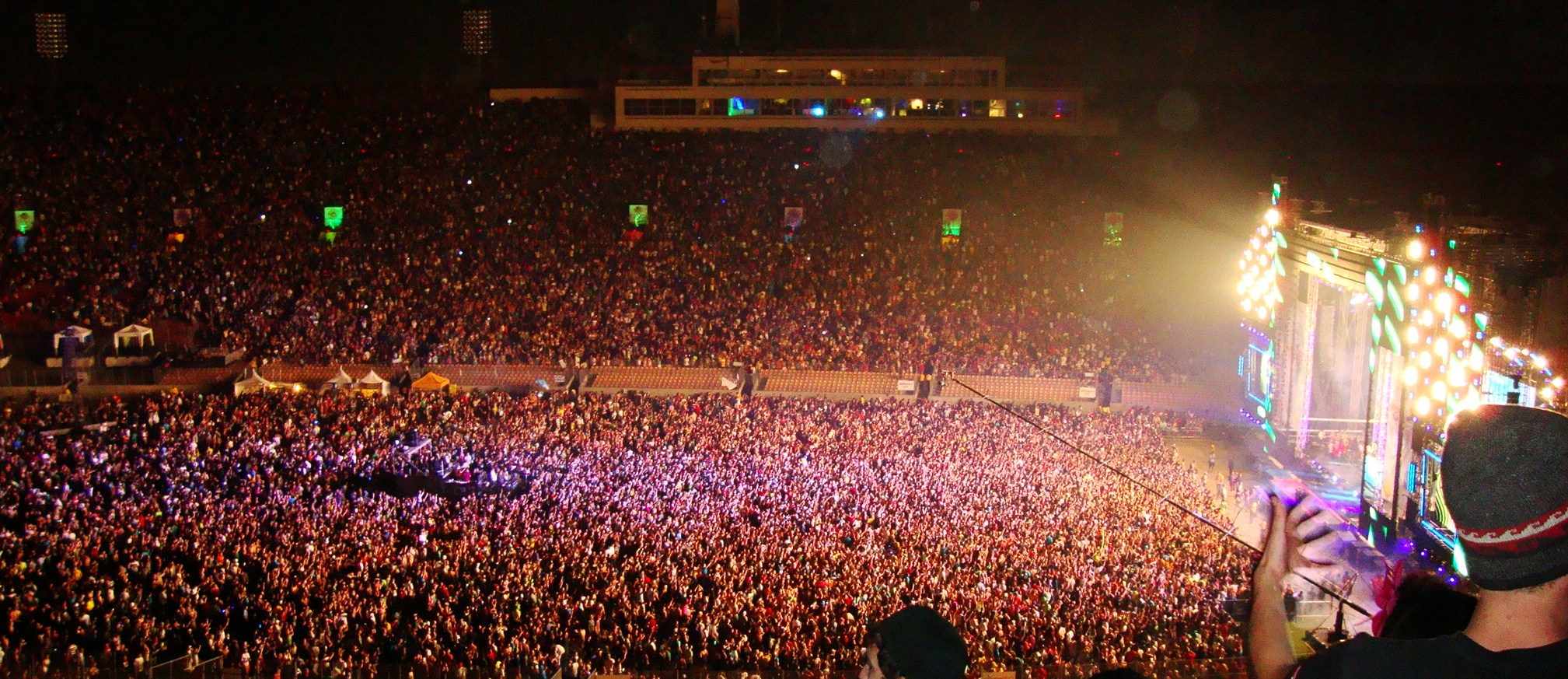
EDC Los Angeles 2010

EDC 2010 v Kalifornii se zúčastnilo celkem 185 000 návštěvníků. Akce si však vysloužila kritiku, neboť zde byli účastnící mladší 16 let. Bohužel zemřel jeden člověk na předávkování extází. I když měl festival jeden tragický moment, jméno a renomé tím samozřejmě nekleslo. Od následujících let se akce mohou zúčastnit osoby starší 18 let. Cena lístku byla 60 dolarů.
Akce v Coloradu se tradičně konala na stejných místech jako v minulých předešlých letech s umělci jako Benny Benassi a ATB.
V Texasu se festival konal ve Fair Parku v Dallasu a celkem přišlo 11 000 lidí.
Portoriko mělo EDC i v roce 2010. Akce se konala 28. srpna v Estadio Sixto Escobar v San Juan. Line-up obsahoval jména jako Steve Bug, Moby, will. i. am, apl. de. ap, Tritonal, Ivan Robles, Gulembo, Dano, JFK of MSTRKRFT, Wolfgang Gartner, LA Riots, Manufactured Superstars, Alkalina, Lady Liquid, Xtasys, Joaquin Bamaca, Pendulum, Ed Rush & Optical, Nero, Trixx & PRDC, Rec Deselvy, Chuky, Logo Beat a Acme.

### 2011
EDC poprvé zavítalo i na Floriduu, přesněji do Orlanda. Festival se konal 27. května a 28. května v Tinker Field a na přilehlých pozemcích Florida Citrus Bowl Stadium. Akce se zúčastnilo přes 20 000 lidí. Vystupovali umělci jako Tiësto, Afrojack, Skrillex, Benny Benassi, Paul van Dyk, Calvin Harris, Ferry Corsten, DJ Baby Anne, Chris Lake, DJ Heavygrinder, Markus Schulz a DJ Icey.

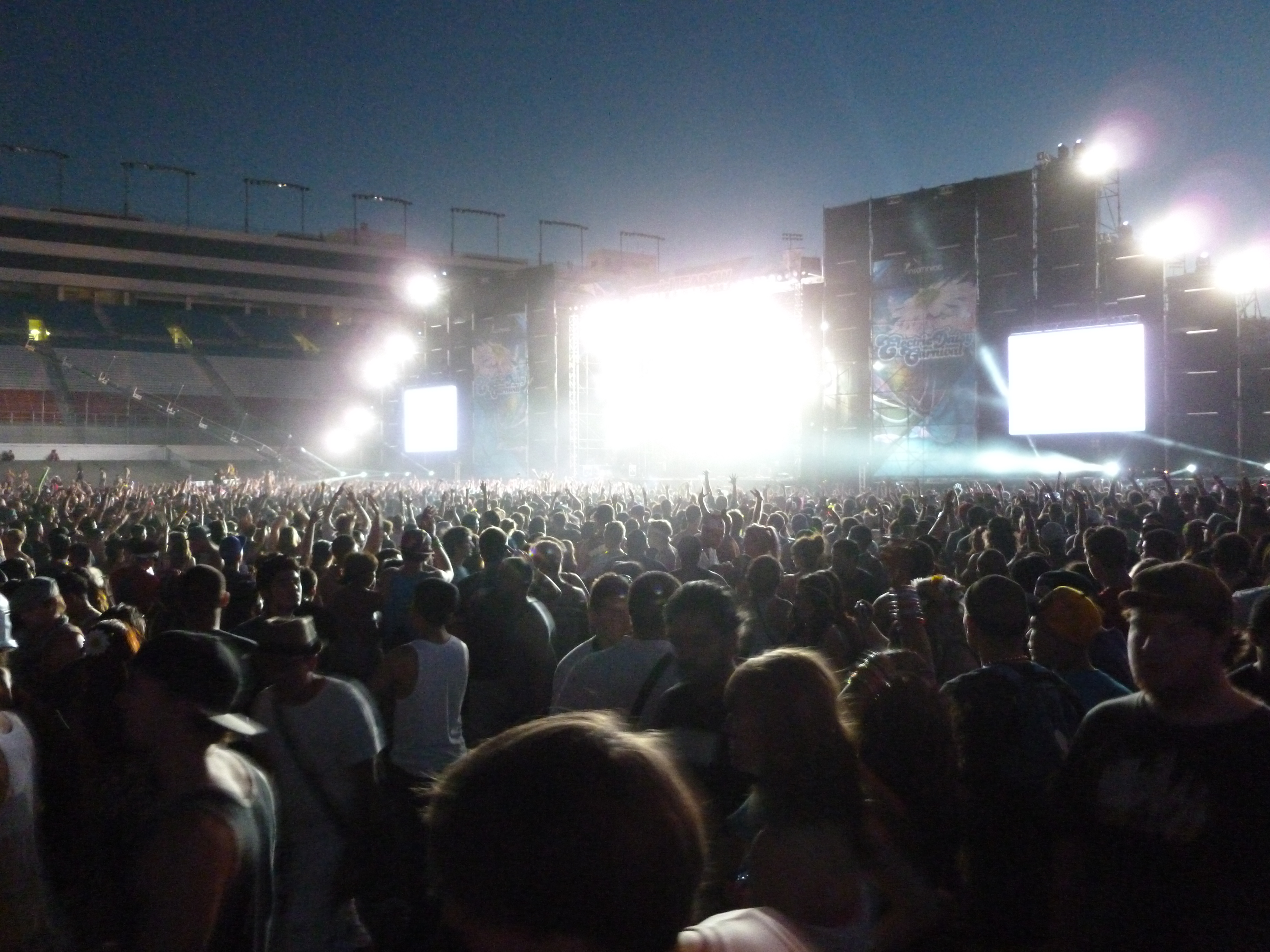
EDC Las Vegas 2011

V Coloradu se konal festival tradičně na stejných místech a to 11. června. Mezi umělci nechyběli jména jako Ferry Corsten, Kaskade, Sander Van Doorn, Axwell, Bart B More, Z-Trip, Kraddy, LA Riots, Datsik, 12th Planet, Noisia, Downlink, J Majik, Ana Sia a Eliot Lipp.
Festival v Dallasu byl ještě větší, než předchozí rok. Přišlo celkem 25 000 návštěvníků a měli tu možnost slyšet jména jako Paul van Dyk, Axwell, Avicii, Wolfgang Gartner, Chuckie, Skrillex, Felguk, Green Velvet, 12th Planet, Feed Me, Zedd, Excision, Crizzly, Dirtyphonics, Diplo, Doctor P, Flux Pavilion.
EDC rozšiřovalo své festivaly dál, tentokrát do Las Vegas. Akce se konala v Las Vegas Motor Speedway. O zábavu před 230 000 lidmi se staral našlapaný line-up. Nechyběli Manufactured Superstars, Wolfgang Gartner, Steve Angello, The Crystal Method, Cosmic Gate, Calvin Harris, Steve Aoki, The Bloody Beetroots, David Guetta, Zedd, Skrillex, Laidback Luke, Sidney Samson, Alesso, Dada Life, Boys Noize, Felix Cartal, Green Velvet, MSTRKRFT, Hardwell, Jack Beats, Porter Robinson, High Contrast, 12th Planet, Zed's Dead, Terravita, Paul Oakenfold, Avicii, Swedish House Mafia, Nicky Romero, Bunny, Afrojack, Infected Mushroom, Ferry Corsten, ATB, Rusko, Showtek, Felguk, Datsik, Doctor P, Bingo Players, Benny Benassi, Above & Beyond.
Svoje doposud poslední vystoupení vidělo i Portoriko a to 27. srpna.

### 2012
EDC Orlando se konalo 9. a 10. listopadu na tradičních místech v Tinker Fieldu.
Další premiérové EDC se konalo v New Jersey na MetLife Stadium. I když je festival pod názvem EDC NYC, tak se nekoná přímo v New Yorku, kvůli bezpečnosti návštěvníků. Festivalu se zúčastnilo celkem 45 000 lidí a nechyběli umělci jako Armin Van Buuren, Steve Angello, Afrojack a Avicii.
EDC v Las Vegas opět nabrala větší obrátky než v předešlém roce a počet účasti se zvýšil o 30% a převršil 300 000 návštěvníků. Na akci vystoupilo přes 100 EDM umělců.